# Symphonie no 1 de Koechlin
Pour les articles homonymes, voir Symphonie no 1.
La Symphonie no 1, op. 57bis, est une œuvre de Charles Koechlin composée entre 1911 et 1915 et orchestrée en 1926.

## Présentation
La Première symphonie de Koechlin est à l'origine composée sous la forme du Deuxième Quatuor à cordes du compositeur, entre 1911 et août 1915, avant d'être orchestrée en août et septembre 1926.
Comme symphonie, la partition est créée le 13 septembre 1946 à Bruxelles, par l'Orchestre de la radio INR dirigé par Franz André.

## Structure
La Symphonie no 1, d'une durée moyenne d'exécution d'une quarantaine de minutes environ, comprend quatre mouvements :
1. Adagio ;
2. Scherzo ;
3. Andante ;
4. Final : Allegro moderato.

En 1937, l'œuvre est distinguée par le prix Halphen de la Société des compositeurs de musique,.
La symphonie porte le numéro d'opus 57bis dans le catalogue des œuvres de Charles Koechlin.